# Robert Fremr
Robert Fremr (Praga, 8 novembre 1957) è un magistrato ceco, giudice della Corte penale internazionale dal 2013.
Eletto dall'Assemblea degli Stati Parte nel Gruppo degli Stati Europei Orientali, Lista A, il 13 dicembre 2011.